# Protochóri
Protochóri, en grec moderne : Πρωτοχώρι,  est un village du dème de Kozáni, district régional de Kozáni, en Macédoine-Occidentale, Grèce.
Selon le recensement de 2011, la population du village compte 830 habitants.